# Bolero (film 1981)
Bolero (Les uns et les autres) è un film del 1981 diretto da Claude Lelouch.
Il film ha vinto il Grand Prix tecnico al 34º Festival di Cannes, nell'ambito del quale è stato presentato in concorso.

## Trama
Quattro famiglie di diverse nazionalità (tedesca, francese, russa e americana) vengono travolte, l'una contro l'altra, negli eventi della seconda guerra mondiale. I loro figli, invece, collaboreranno insieme e inconsapevolmente per la realizzazione di una serata di beneficenza della Croce Rossa.

## Colonna sonora
Il titolo italiano è riferito al celebre Boléro di Maurice Ravel, che è presente all'inizio e alla fine del film. Altri brani sono tratti dalla sonata Al chiaro di luna e dalla Sinfonia n. 7 di Beethoven, dai Préludes di Liszt, dalla Sinfonia n. 1 di Brahms e da una Mazurka di Chopin.
Le canzoni del film sono scritte da Boris Bergman, Pierre Barouh, Alan e Marilyn Bergman e Jean Yanne.

## Versione televisiva
Esiste una versione estesa, divisa in 5 parti, andata in onda nel 1983.